# Bozan
Bozan (arabisch بوزان Buzan) ist ein jesidisches Dorf im Norden des Iraks.
Das Dorf liegt 4 km östlich von Alqosch im Distrikt Tel Kaif im Gouvernement Ninawa. Der Ort befindet sich in der Ninive-Ebene nahe Tel Keppe und gehört zu den umstrittenen Gebieten des Nordiraks.

## Bevölkerung
Zu der Bevölkerung Bozans zählen hauptsächlich Jesiden.

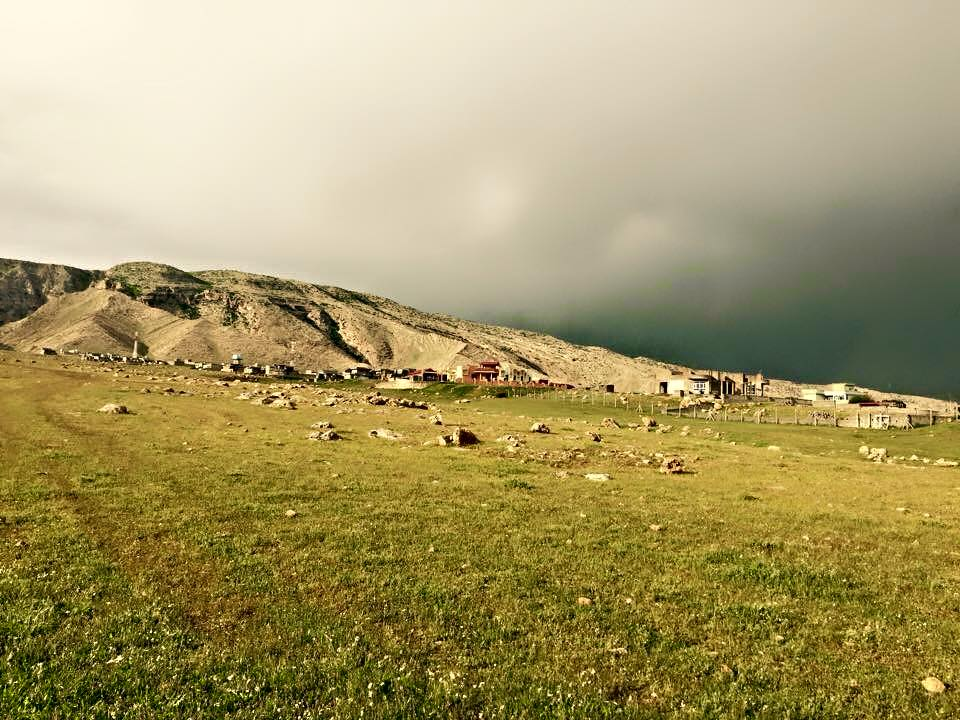
Wildnis Bozans

## Wildnis
In den Bergen Bozans ist die Wildziege beheimatet.